# Ciclisme als Jocs Olímpics d'estiu 2008 - Persecució individual femenina
La cursa de persecució individual masculina dels Jocs Olímpics de Pequín es va disputar el 17 d'agost de 2008 al velòdrom de Laoshan.

## Medallistes
| Or             | Plata             | Bronze            |
| Rebecca Romero | Wendy Houvenaghel | Léssia Kalitovska |

## Ronda preliminar
Les tretze ciclistes es reparteixen en 6 sèries de dos i una en què corre una sola ciclista. Cada ciclista comença en costats oposats de la pista. L'objectiu és agafar l'altre ciclista, o bé aconseguir el millor temps a l'hora de fer els 3.000 metres que s'han de recórrer. No importa qui guanyi en aquesta fase, sols es determinen els 8 millors temps, que són els que classifiquen per a la següent fase.
Per consultar l'ordre de sortida i els resultats
Q = Classificada
| Sèrie | Ciclista             | Temps        | Posició |
| ----- | -------------------- | ------------ | ------- |
| 1     | Evelyn Garcia        | 3' 56" 849   | 13      |
| 2     | Lada Kozliková       | 3' 39" 561 Q | 8       |
| 2     | Svetlana Pauliukaite | 3' 45" 691   | 12      |
| 3     | Karin Thurig         | 3' 40" 862   | 9       |
| 3     | Verena Jooss         | 3' 34" 480   | 11      |
| 4     | Maria Luisa Calle    | 3' 41" 175   | 10      |
| 4     | Vilija Sereikaite    | 3' 36" 063 Q | 6       |
| 5     | Léssia Kalitovska    | 3' 31" 942 Q | 3       |
| 5     | Alison Shanks        | 3' 34" 312 Q | 4       |
| 6     | Sarah Hammer         | 3' 35" 471 Q | 5       |
| 6     | Wendy Houvenaghel    | 3' 28" 443 Q | 1       |
| 7     | Rebecca Romero       | 3' 28" 641 Q | 2       |
| 7     | Katie Mactier        | 3' 38" 178 Q | 7       |

## Ronda final
A la ronda final els vuit primers classificats de les preliminars s'enfronten entre ells seguint el següent ordre: 1r contra 8è, 2n contra 7è, 3r contra 6è i 4t contra 5è, per aconseguir el passi a les semifinals. A les semifinals, el guanyador de cada enfrontament passava a lluitar per una medalla; el dos més ràpids corrien per l'or i argent, mentre que els dos guanyadors més lents s'enfrontaven entre ells pel bronze.

### Semifinals
| Ciclista      | Temps      | Posició |
| ------------- | ---------- | ------- |
| Alison Shanks | 3' 32" 478 | 4       |
| Sarah Hammer  | 3' 34" 237 | 5       |

| Ciclista          | Temps      | Posició |
| ----------------- | ---------- | ------- |
| Léssia Kalitovska | 3' 31" 785 | 3       |
| Vilija Sereikaite | 3' 36" 808 | 6       |

| Ciclista       | Temps      | Posició |
| -------------- | ---------- | ------- |
| Rebecca Romero | 3' 27" 703 | 1       |
| Katie Mactier  | 3' 37" 296 | 7       |

| Ciclista          | Temps      | Posició |
| ----------------- | ---------- | ------- |
| Wendy Houvenaghel | 3' 27" 829 | 2       |
| Lada Kozliková    | DNF        | 8       |

### Enfrontament pel bronze
| Ciclista          | Temps      | Posició |
| ----------------- | ---------- | ------- |
| Léssia Kalitovska | 3' 31" 413 | Bronze  |
| Alison Shanks     | 3' 34" 156 | 4       |

### Enfrontament per l'or
| Ciclista          | Temps      | Posició |
| ----------------- | ---------- | ------- |
| Rebecca Romero    | 3' 28" 321 | Or      |
| Wendy Houvenaghel | 3' 30" 395 | Argent  |